# セリエAダイジェスト
セリエAダイジェストは、1994年から1996年、1998年から2003年までフジテレビで放送され、2020年11月から2021年5月までフジテレビNEXTで放送されていた、イタリアのプロサッカーリーグ・セリエAを扱ったテレビ番組。

## 概略
「カズ」こと三浦知良がイタリアのセリエAに所属するジェノアCFCに移籍したことを契機に1994年フジテレビがセリエAの地上波放映権を獲得したことから始めた番組である。番組の初代プロデューサーだった村社淳（現・フジクリエイティブコーポレーション取締役）によれば、単に硬派なハイライト番組を作っても面白くないことから、当時のフジテレビの社風も相まって、遊び心を詰め込んだ実験的な演出を多く取り入れたという。
番組のオープニングにはサッカーのプレー映像を用いなかったのもその一つで、イタリアの歴史的建造物などをバックにジュゼッペ・ヴェルディ作曲の「アイーダ『凱旋行進曲』」が流れ、「世界最強リーグ セリエAダイジェスト」というタイトルコールの後、スタジオに移ってダルファーの「Mickey Mouth」に乗せて番組が開始した。
村社は出演者にもこだわり、J-WAVE創設時からのスターナビゲーターでテレビに出ないポリシーを持っていたジョン・カビラを口説き落としてMCに抜擢。さらに深夜番組にもかかわらずフジテレビの看板女性アナウンサーだった中井美穂をアシスタントに起用。加えて、イタリア人のコメンテーターとして『NHK外国語会話 イタリア語会話』（NHK教育テレビ）に出演していたエッセイストのパンツェッタ・ジローラモを起用した。試合ダイジェストで情報量をなるべく盛り込むべく「ものすごく早口で、たくさんの情報を伝えられるアナウンサーが必要」と考えて、競馬実況で早口の実況に定評のあった青嶋達也をナレーションに起用したのも村社のこだわりの一つで、このことが青島の独特のナレーションを生んだ。また、番組名を「セリエアーダイジェスト」とイタリア語読みさせたのも村社のこだわりの一つだったという。
番組開始当初はスタジオと試合ダイジェストを繰り返し、ダイジェストの後でスタジオで司会やパネラーが感想を述べるという形をとっていたが、後期ではスタジオを持たず、パネラーもリプレイに合わせて声だけの出演するという形になった。代わりにロケでのショートコーナーを息抜きのように入れていた。特別に長いダイジェストを流す時があり、その際はジョン・カビラが実況を担当した。
カズが1年でセリエAを去ったことを契機に1995-96シーズン終了時に番組は一旦終了。しかし1998-99シーズンに中田英寿がペルージャに移籍したことを契機に番組が復活。翌シーズンには名波浩がヴェネツィアFCに移籍したため、番組は存続した。
しかし日本でも開催された2002 FIFAワールドカップをきっかけとして視聴者の関心がセリエA以外にも広がったことを受け、イギリスのプレミアリーグも数試合だが扱うようになった（このためセリエAのスコアレス・ドローの試合ダイジェストはわずか数秒で終わることも多かった）。こうした流れを受けて、2003年にヨーロッパサッカー全般を扱う番組『FOOTBALL CX』に発展的解消となる形で番組は終焉を迎えた。
2020年11月、フジテレビが運営するCS放送チャンネル「フジテレビNEXT」でのセリエA放映権を獲得。これに併せて17年ぶりに番組が復活となったが、20/21シーズン終了とともに1シーズンで番組も終了となった。
番組エンディングテーマはTony D.の「VINCI CHAMPIONE」、オープニングの「凱旋行進曲」テーマ曲の「Mickey Mouth」と合わせたこの3曲はフジテレビのサッカー番組において重要な位置を占める曲と言える。

### ジョカトーレ カケトーレ
番組開始当初に行われていた、番組が選んだ数人のストライカーのうち誰がゴールを決めるか視聴者が当てるトト・カルチョ的なコーナーである。
ゴールを決めたら「マルカトーレ」、決められなければ「バツカトーレ」と表現していた。マルカトーレは「得点者」というイタリア語だが、バツカトーレは「マル・バツ」から来た造語である。
セリエAにストライカーであるカズが移籍したから始まったと思われるコーナーだが、そのカズが初戦で負傷し、出場できなくなってしまった影響があったか、コーナーは数回で終了となった。

### マルカトーレ青嶋
青嶋達也のセリエAの試合ダイジェストナレーション時の名前である。この試合ダイジェストのナレーションは実況の手法を取り入れた上で主な選手や監督には独自のキャラクター付けをして、選手や監督になりきってのセリフを交えたナレーションを行っていた。これはこの当時、試合のナレーション原稿を番組のブレーンとして参画していた加部究（スポーツライター）が書いており、これに青島がアドリブを加えてしゃべったところ、翌週には加部がそのアドリブを踏まえた原稿を書いて…という形で確立していったものであるという。
一例を挙げると、
- ジュゼッペ・シニョーリは語尾が「だもんね」（青島の出身地・浜松市の遠州弁の語尾に多用される[9]）
- ファブリッツィオ・ラバネッリは広島弁（菅原文太に似ていたかららしい）
- アンドリー・シェフチェンコの口癖が「ハラーショ」
- マルシオ・アモローゾはのったりと喋って、かつてのチームメイトの都並の名前を呼ぶ。
- エジムンドの口癖が「でんどん」
- クリスティアン・ヴィエリはひたすら唸り声
- エウジェニオ・ファシェッティの口癖が「あかんがなぁ」（監督をしていたASバーリがよく負けてたため）
- スヴェン＝ゴラン・エリクソンの一人称が「麿」で、語尾が「おじゃーる」
- ルチアーノ・スパレッティは事有るごとにかつて指導した名波浩を心配する。
- アレッサンドロ・デルピエロの一人称は「ボクたん」

等である。また、
- ガブリエル・バティストゥータを「バ!ティストゥータ」とあえて「バ」だけ甲高く言う
- オリバー・ビアホフを「ビーアッホッフッ」とリズムをつけて読む
- ジョージ・ウェアの「ウェアー」部分だけドスを利かせる

等、普段の実況では聞くことがない、色々な声色を使いわけたものだった。このナレーションの手法は「プロ野球珍プレー・好プレー大賞」におけるみのもんたの手法と同じものであるが、極めてハイテンションで行っていたことと、キャラの演じ分けをきっちり行っていたことが決定的な違いとしてある。
その高いテンションのまま、選手がゴールを決めた際に「マルカトーレ!」と叫び、シュートを外した際は「バツカトーレ……」と沈んだ声を入れていた。
「マルカトーレ・バツカトーレ」が終わってからはシュートを入れても「マルカトーレ」とは言わなくなったが、「マルカトーレ青嶋」という名前は残り、この番組が終了した後も呼ばれることになる。
ちなみに、青嶋の「マルカトーレ!」の発音は、「マ」部分を伸ばした「マールカトォレ!」に近い。この「マー」の伸びは青嶋の興奮度の高さに比例し、10秒近く「マーーー」を伸ばしていたこともある。対照的に時折実況を入れていたジョン・カビラは「マルカトーーレェ!」と「トーレ」の部分を強調していた。
2011年4月より、同局の総合スポーツニュース『すぽると!』のJリーグダイジェストコーナーに起用され、ナレーションを担当していたが、2016年4月に番組が終了し、後継番組の『スポーツLIFE HERO'S』では担当していない。

### スティーヴ・小っ谷
番組後期にプレミアリーグのダイジェストを行うようになり、サッカージャーナリストの小谷泰介がナレーションを担当した。こちらはマルカトーレ青嶋と違い、ノリの良い英語を交えた軽妙なナレーションであった。しかし、プレミアリーグのダイジェストを流し始めたのが後期だったことと、マルカトーレ青嶋のハイテンションの印象が高かったこと、なにより現在、小谷本人のテレビ等の露出が少ないため「スティーヴ・小っ谷」の名前は今ではあまり見ることがない。
また、リヴァプールFCがプレミアリーグに昇格してからは、リヴァプールの試合だけトニー・クロスビーが担当することになってしまった。

### エピソード
パンツェッタ・ジローラモの「ジローさん」という愛称がすっかり定着した頃、彼に来た応援ハガキが「ジロー・ラモさんへ」となっていたために、必死でフルネームをアピールしたことがある。

## 過去の出演者
- ジョン・カビラ（フリーアナウンサー、司会・実況を担当）
- 中井美穂（フジテレビアナウンサー（放送当時））
- 中村江里子（フジテレビアナウンサー（放送当時））
- 内田恭子（フジテレビアナウンサー（放送当時））
- 西山喜久恵（フジテレビアナウンサー）
- パンツェッタ・ジローラモ（エッセイスト、「ジローラモ」名義で出演）
- トニー・クロスビー（ファッションスタイリスト、プレミアリーグ追加時から参加、「トニー」名義で出演）
- 風間八宏（サッカー解説者）
- 都並敏史（サッカー解説者、現役時代から出演）
- 青嶋達也（フジテレビアナウンサー、ナレーション担当）
- 小谷泰介（サッカージャーナリスト、プレミアリーグのナレーション担当）

## 関連番組
- サッカー小僧
- FOOTBALL EX
- さんまの天国と地獄

### 注記
1. ↑  日本での放映権そのものはWOWOWが1991年から獲得していた[1]。
2. ↑  アイーダ#サッカーと「凱旋行進曲」も参照のこと。